# Gallois de Regard
Gallois (de) Regard ((it). Galeazzo Gegald/Regardus), né en 1512 à Clermont et mort en 1582 à Annecy dans le duché de Savoie, est un prélat savoyard du XVIe siècle, qui a fait une partie de sa carrière à Rome avant d'être désigné évêque de Bagnorea (Bagnoregio), en Italie. 

## Biographie
Gallois (de) Regard (Galois Regardi) naît en 1512 à Clermont, en Genevois. Il est le fils d'un notaire à Clermont-en-Genevois.
Il devient chanoine de la cathédrale Saint-Pierre de Genève. Il part à Rome où il devient camérier du pape Paul IV. Il est pourvu en commende de l'abbaye d'Entremont (1560-1582), des prieurés de Saint-Victor et de Saint-Jean de Genève, ainsi que de Lovagny. Il est nommé évêque de Bagnoréa (Bagnoregio, Bagneray) dans le royaume de Naples, de 1563 à 1568,,. Il abandonne sa charge en octobre 1568 et revient vivre en Genevois.

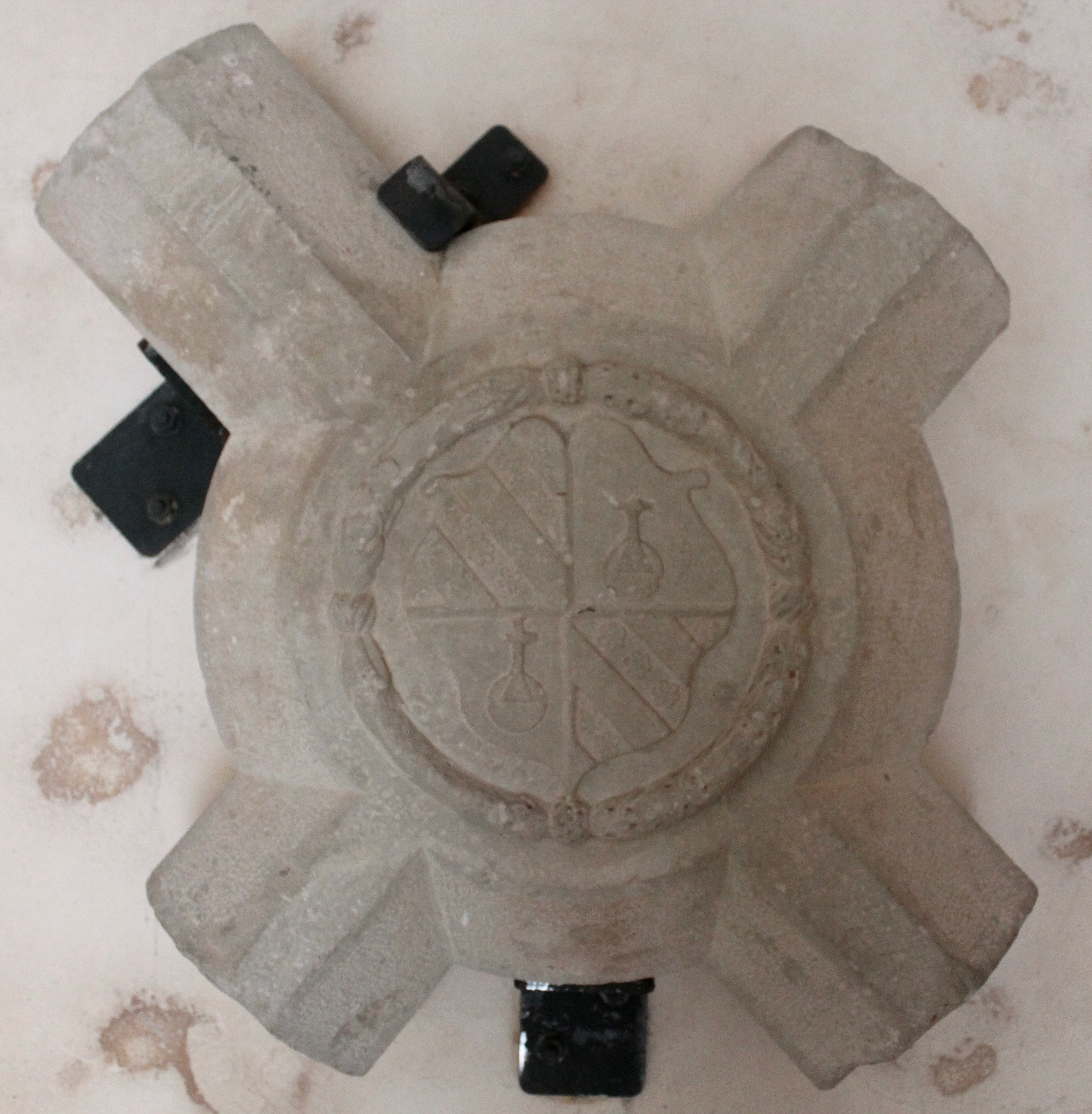
Blason aux armes du prélat.
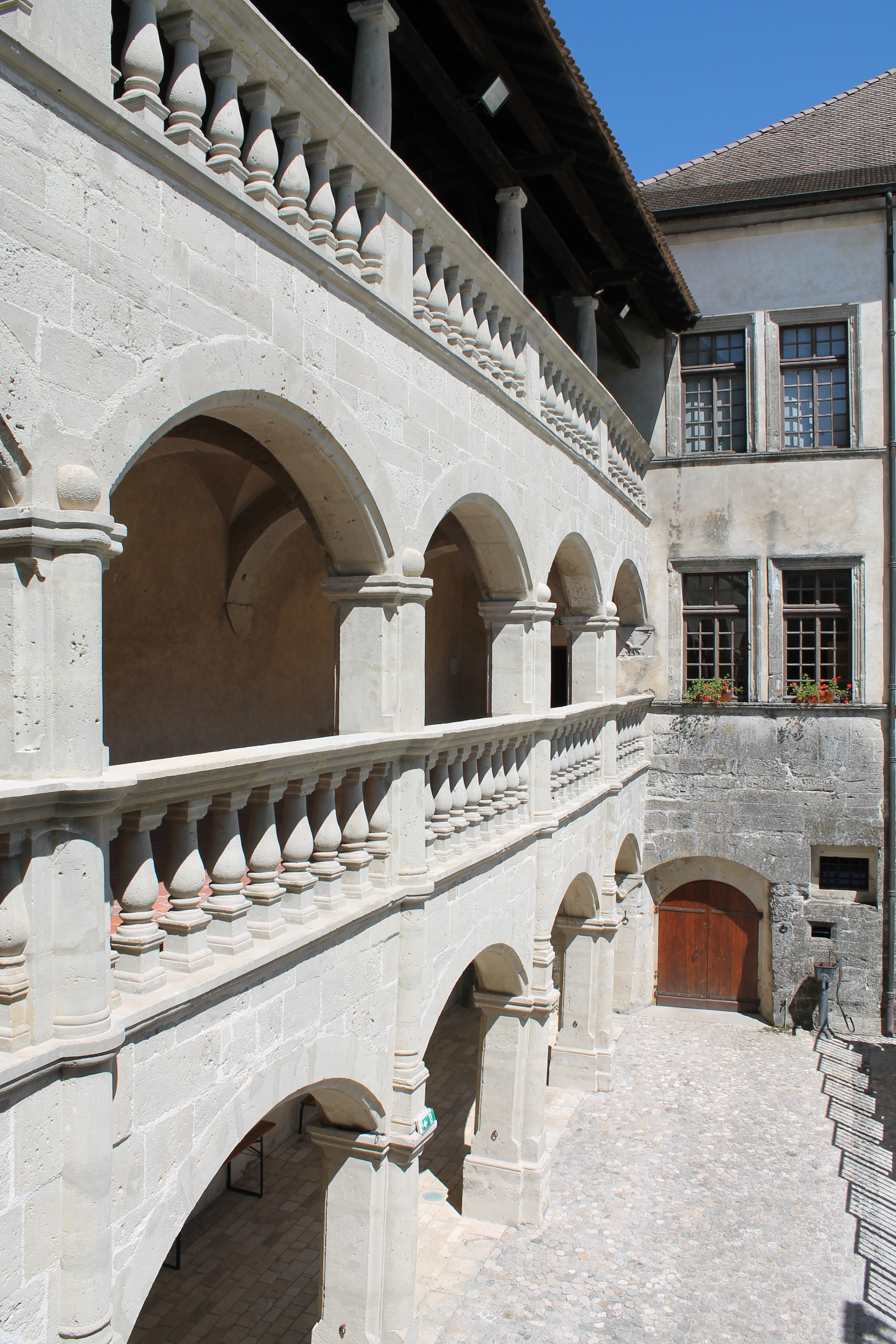
Cour intérieure et galeries du château de Clermont.
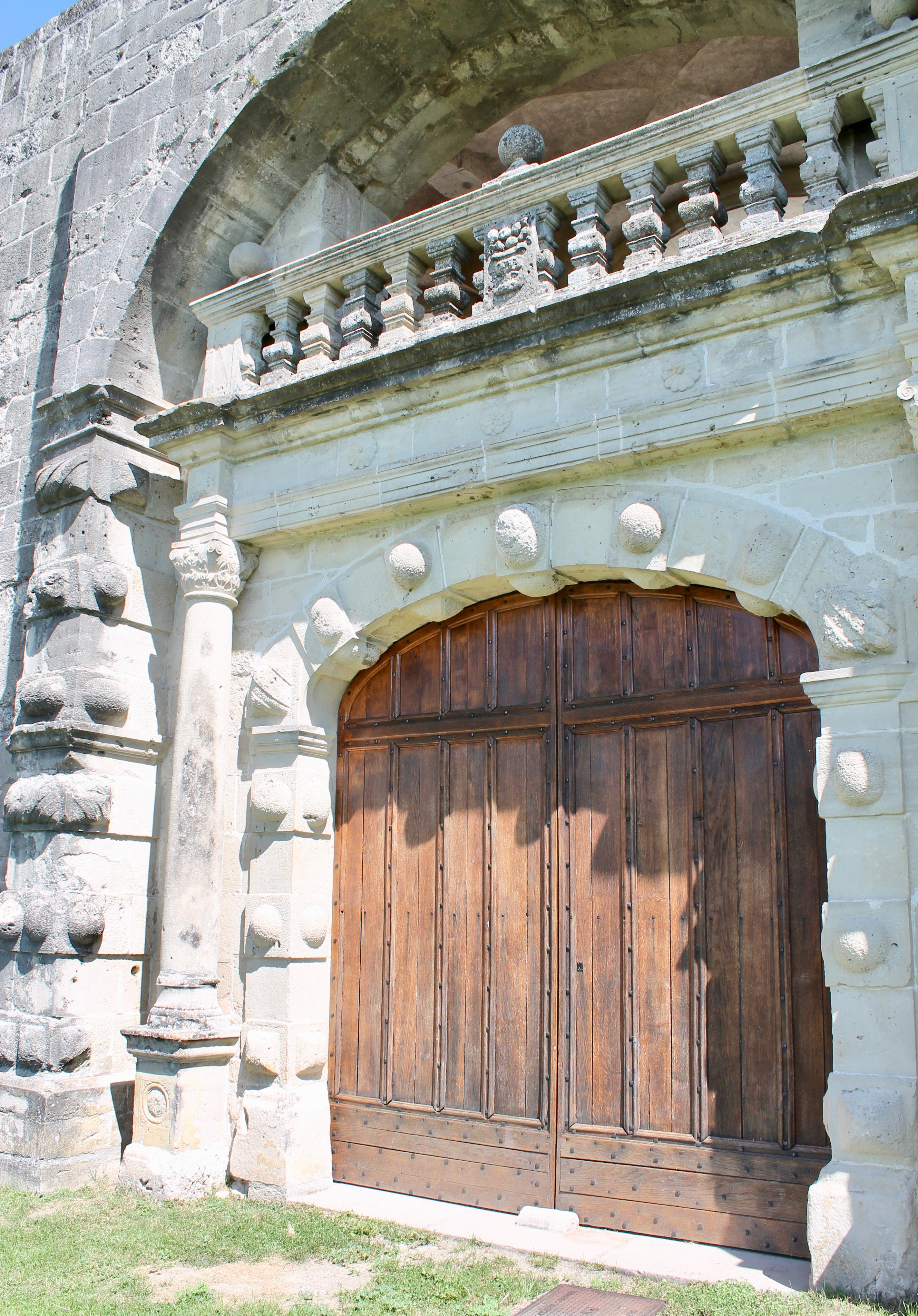
Portail décoré et balcon du château de Clermont.
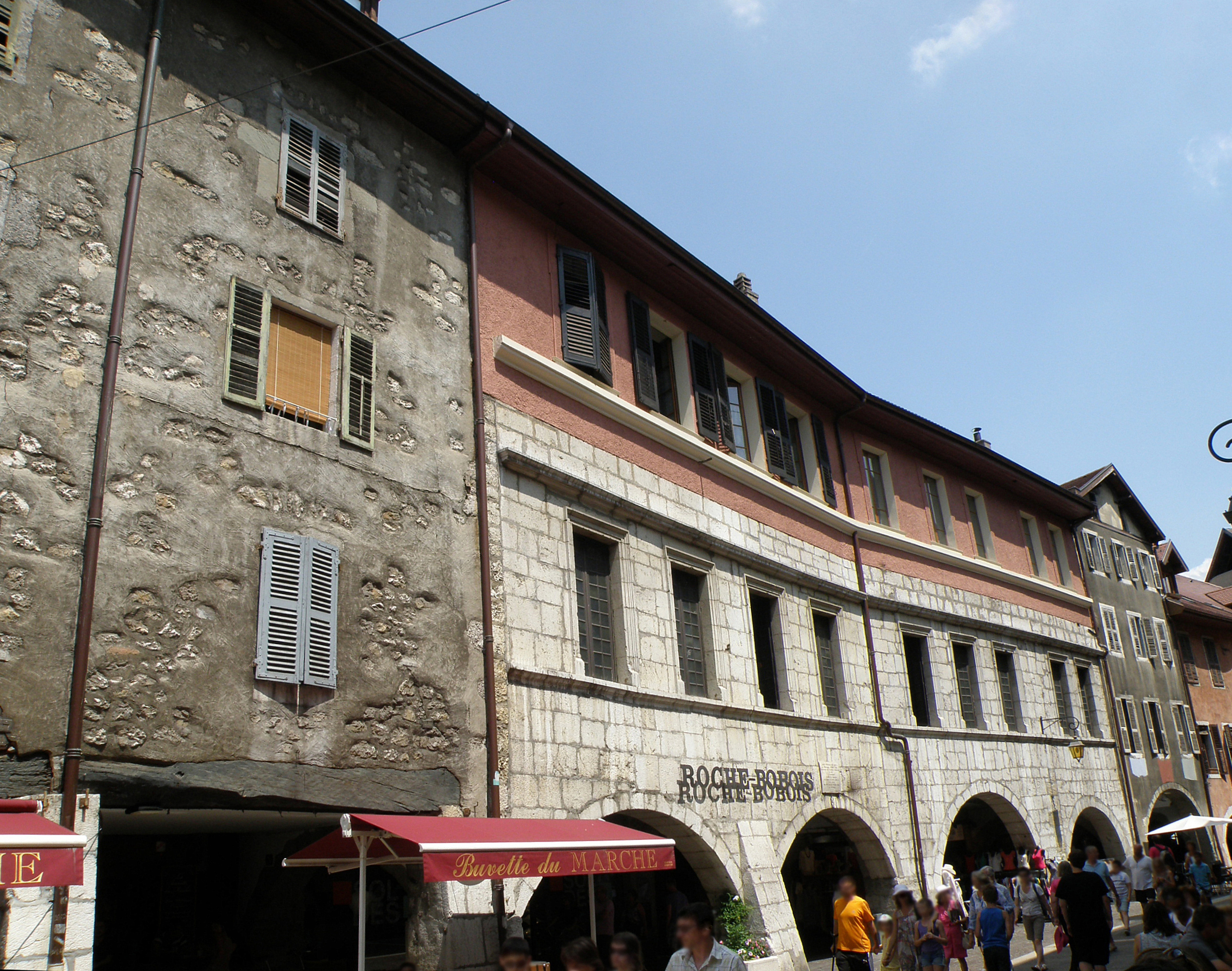
Hôtel Bagnorea (en pierre blanche), n°18 de la rue Sainte-Claire d'Annecy

Au faîte de sa puissance, il achète les seigneuries de Vars, Morgenex, Desingy, Chanex,, etc. Anobli, il fait bâtir vers 1570 à Annecy un hôtel particulier, l'Hôtel Bagnorea, puis un château de plaisance, dans son village de naissance, à Clermont en 1582,. Avec l'édification du château de Clermont, l'architecture moderne italienne s'implante dans le duché de Savoie.
Ami de la famille de Sales, le 20 septembre 1578, il confère la tonsure, dans l'église Saint-Étienne de Clermont, au futur saint François de Sales, âgé de douze ans,.
Gallois de Regard meurt à Annecy, le 4 septembre 1582,. Son corps est inhumé dans l'église de Clermont, selon son testament du 10 mai 1576 et tout comme une partie de ses ancêtres.